# Стереохемија
Стереохемија је посебна грана хемије која се бави проучавањем просторне организације молекула. Традиционално се дели на статичку, која је усмерена на просторне облике молекула, изучавање хиралности и оптичке активности, и динамичку, која се бави проучавањем начина на које просторна структура молекула утиче на његову реактивност, односно хемијске особине. Динамичка стереохемија посебан акценат ставља на изучавање процеса рацемизације, стереоселективних и стереоспецифичних реакција.
Стереохемија је мултидисциплинарна област хемије која своју теоријску основу дели са органском, неорганском и физичком хемијом као и биохемијом. Уско је повезана са споменутим гранама хемије и у смислу тога да даје одговоре на питања која се тичу начина на који просторна организација молекула утиче на физичке особине и биолошку активност датог једињења.
Луј Пастер се сматра једним од првих стереохемичара, откривши 1849. да соли тартаратне киселине прикупљене из посуда за производњу вина имају способност ротације равни поларизоване светлости, што није био случај са солима из других извора. Ова разлика у физичким својствима два облика соли тартаратне киселине, једина која постоји, је заправо последица оптичке изомерије. 1874. Јакоб Вант Хоф и Жозеф ле Бел ће ову оптичку активност објаснити преко разлике у тетраедарском распореду атома везаних за угљеник, тачније, разлике у конфигурацији на хиралним атомима.
Једна од најтрагичнијих демонстрација важности стереохемије био је случај ране употребе таломида. Таломид је лек који се прво појавио на немачком тржишту 1957. где је широко прописиван за ублажавање јутарњих мучнина код трудница. Међутим, накнадно је утврђено да проузрокује деформације плода. Наиме, откривено је да док је један стереоизомер таломида потпуно безбедан са употребу, други има теретогене ефекте проузрокујући тешке генске мутације током раног ембрионалног развића. Таломид унет у организам рацемизује што значи да и приликом уноса само једног облика долази до настанка и другог стереоизомера. Таломид се тренутно користи за лечење лепре, и приликом употребе код жена се прописује искључиво уз одговарајућу контрацептивну терапију ради спречавања трудноће и евентуалних деформација плода. Овај инцидент је био покретачка снага иза доношења правне регулативе у већини земаља која захтева темељно испитивање стереохемије свих лекова, као и тестирање свих стереоизомера датог лека, невезано за облик који се примењује.
Пионирски рад на пољу стереохемије је спроводио и Емил Фишер, иако је остао упамћен првенствено по раду на угљеним хидратима. Његова Фишерова пројекција представља један од најједноставнијих начина приказа распореда супституената око стереоцентра. Ипак, за потпуно описивање стереохемије молекула готово увек се користе Кан-Инголд-Прелог правила, која представљају низ конвенција за додељивање приоритета супституентима те дозвољавају доследно и комплетно одређивање конфигурације молекула.